# 등에풀
등에풀(Dopatrium junceum)은 한국·일본·중국·타이완 등지에 분포하는 한해살이풀로 논밭과 습지에서 자란다. 밑에서 가지가 갈라져서 곧게 서고 털이 없으며 연약하다. 높이 10-30cm이다. 잎은 마주나고 주로 피침형이며 위로 올라갈수록 작아지고 가장자리가 밋밋하다. 꽃은 7-8월에 피고 자줏빛이며 잎겨드랑이에 1개씩 달린다. 작은꽃자루는 매우 짧으나 꽃이 진 다음 1cm 정도로 자란다. 열매는 삭과로 둘글고 길이 3mm 내외이며 마치 등에의 눈처럼 생겼기 때문에 등에풀이라고 한다.